# Gens Aufidia

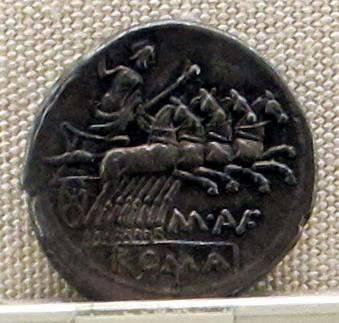
Reverso de un Denario de la república romana acuñado bajo los auspicios de un miembro de la gens Aufidia.

La gens Aufidia fue una familia plebeya en Roma, que no es conocida hasta la época final de la República.  El primer miembro que obtuvo el consulado fue Gneo Aufidio Orestes, en el año 71 a. C.

## Praenominausados por la familia
En la época republicana, los aufidios usaron los praenomina Gneo (Gnaeus), Tito (Titus), Marco (Marcus) y Sexto (Sextus).  Lucio (Lucius) y Gayo (Gaius) no se encuentran antes del siglo II.  El personaje Tulo Aufidio en el Coriolano de Shakespeare antecede la mención histórica más antigua de la familia en alrededor de trescientos años, pero el praenomen Tulo fue de uso general durante aquella época en la que se ambienta Coriolano.

## Ramas ycognominade la familia
Los cognomina de los Aufidio bajo la República fueron Lurcón (Lurco) y Orestes.  Gneo Aufidio Orestes descendía de los Aurelios Orestides, pero fue adoptado por el historiador Gneo Aufidio en su edad adulta.

## Miembros de la familia
- Gneo Aufidio, tribuno de la plebe en 170 a. C.[3]
- Gneo Aufidio, pretor en 108 a. C., un historiador cultivado y senador, que se quedó ciego en su ancianidad.
- Tito Aufidio, un jurista, cuestor en 84 a. C., y más adelante pretor de Asia.
- Gneo Aufidio Orestes, cónsul en 71 a. C.[4][5]
- Marco Aufidio Lurcón, tribuno de la plebe en 61 a. C., abuelo de la emperatriz Livia Drusila.
- Aufidia M. f., esposa de Marco Livio Druso Claudiano, y madre de Livia Drusila.
- Aufidio Namusa, un alumno del jurista Servio Sulpicio Rufo, quien recopiló una obra basada en los libros de varios estudiantes de Sulpicio.[6]
- Sexto Aufidio, encarecidamente recomendado por Cicerón a Quinto Cornificio, procónsul de África en 43 a. C.[7]
- Tito Aufidio, un médico originario de Sicilia, quien probablemente vivió durante el siglo I a. C.
- (Publio) Aufidio Baso, un orador e historiador, que vivió en tiempos de Augusto y Tiberio.
- Lucio Aufidio Pantera, prefecto de la flota de Britania, a principios del siglo II.[8]
- Quinto Orfitasio Aufidio Umbro, cónsul alrededor de 97.[9]
- Tito Aufidio, cónsul en 129, quizás la misma persona que el jurista Aufidio Quío.[10][11]
- Cayo Aufidio Victorino, cónsul en 155 y 183.
- Marco Aufidio C. f. Frontón, cónsul en 199.
- Marco Aufidio M. f. C. n. Frontón, hijo del cónsul del año 199.[12]
- Gayo Aufidio Victorino, cónsul en 200.[1]
- Gayo Aufidio Marcelo, cónsul en 226.
- Tulo Aufidio, general del ejército volsco en La tragedia de Coriolano por William Shakespeare.[13]